# Aissatou Barry (Schwimmerin)
Aissatou Barry (* 2. Mai 1979 in Guinea) ist eine ehemalige guineische Schwimmerin. Sie war 2000 Teilnehmerin der Olympischen Spiele.

## Leben
Aissatou Barry hatte sich auf Sprint-Freistil-Wettbewerbe spezialisiert. Barry startete für Guinea bei den Olympischen Sommerspielen 2000 in Sydney im 50-m-Freistil der Frauen. Sie erhielt ein Ticket von der Fédération Internationale de Natation (FINA) im Rahmen eines Universality-Programms in einer Startzeit von 22 Uhr. Sie forderte sieben andere Schwimmerinnen in vier Läufen heraus, darunter den russischen Import Jekaterina Tochenaya aus Kirgisistan und die zweifache jugoslawische Olympionikin Duška Radan. Barry versuchte den Anschluss an die Konkurrentinnen im Pool zu halten und wurde Letzte mit 35,79 s, fast acht Sekunden hinter Talía Barrios aus Peru. Barry schaffte den Sprung ins Halbfinale nicht, da sie in den Vorläufen von 74 Schwimmerinnen den 72. Platz erreichte.